# 北海道道655号仁倉端野線
北海道道655号仁倉端野線（ほっかいどうどう655ごう にくらたんのせん）は、北海道常呂郡佐呂間町と北見市を結ぶ一般道道（北海道道）である。

## 概要
かつては、仁倉峠付近は未舗装かつ狭隘状態であったため冬季通行止となっていたが、新道切り替え後は通年通行可能道路となった。

### 路線データ
- 起点：北海道常呂郡佐呂間町仁倉（北海道道103号留辺蘂浜佐呂間線交点）
- 終点：北海道北見市端野町忠志（北海道道308号日吉端野線交点）
- 路線延長：23.6 km

## 歴史
- 1969年（昭和44年）6月18日 路線認定[1]。

## 路線状況

### 重複区間
北見市
- 端野町北登 - 端野町豊実（北海道道7号北見常呂線）

## 地理

### 通過する自治体
- オホーツク総合振興局
  - 常呂郡佐呂間町
  - 北見市

### 交差する道路
佐呂間町
- 北海道道103号留辺蘂浜佐呂間線 - 仁倉（起点）

北見市
- 北海道道7号北見常呂線 - 端野町北登、端野町豊実（重複）
- 北海道道308号日吉端野線 - 端野町忠志（終点）